# Agnieszka Pruska
Agnieszka Pruska (ur. 1971 we Wrocławiu) – polska pisarka, autorka ośmiu powieści kryminalnych.

## Życiorys
Pochodzi z Wrocławia, od wielu lat mieszka w Gdańsku. Z wykształcenia jest nauczycielem wychowania fizycznego. Oprócz pisania pracuje w firmie informatycznej. Ma stopień mistrzowski 2. dan w aikido.
Zadebiutowała literacko w 2013 kryminałem Literat, którym zapoczątkowała współczesny pięcioczęściowy cykl z gdańskim policjantem Barnabą Uszkierem. Jej opowiadanie o tematyce związanej z wakacjami Spływowe jaja zdobyło wyróżnienie w konkursie i zostało opublikowane w zbiorze opowiadań Zdrowie konia, wydanym w formie e-booka przez Oficynę Wydawniczą RW2010. W 2017 rozpoczęła cykl komedii kryminalnych, których głównymi bohaterkami są dwie postrzelone nauczycielki: Alicja i Julia. Jest członkinią Oliwskiego Klubu Kryminału.

## Wydane książki

### Cykl z Barnabą Uszkierem
- 2013: Literat, wydawnictwo Oficynka, Gdańsk (ISBN 978-83-64-30774-4)[6]
- 2015: Hobbysta, wydawnictwo Oficynka, Gdańsk[7]
- 2016: Żeglarz, wydawnictwo Oficynka, Gdańsk[8]
- 2018: Spadkobierca, wydawnictwo Oficynka, Gdańsk[9]
- 2020: Łowca, wydawnictwo Oficynka, Gdańsk[10]

### Cykl komedii kryminalnych z Alicją i Julią
- 2017: Zwłoki powinny być martwe, wydawnictwo Oficynka, Gdańsk[11]
- 2018: Wakacje z trupami, wydawnictwo Oficynka, Gdańsk[12]
- 2019: Zimne nóżki nieboszczyka, wydawnictwo Oficynka, Gdańsk[13]

### Cykl z Szajbą
- Wbrew rozsądkowi
- Ślady zostają
- Ultimatum